# Kościół katolicki obrządku bizantyjsko-słowackiego
Kościół katolicki obrządku bizantyjsko-słowackiego – metropolitalny kościół wschodni działający na terenie Słowacji uznający władzę i autorytet papieża.
Obecnym zwierzchnikiem Kościoła jest Ján Babjak, metropolita preszowski, z zakonu jezuitów.

## Nazwa
Oficjalną nazwą Kościoła, używaną przez Stolicę Apostolską jest Kościół katolicki obrządku bizantyjsko-słowackiego, przez wyznawców nazywany jest również Słowacką Cerkwią greckokatolicką, Bizantyjskim Kościołem katolickim na Słowacji, Greckokatolicką cerkwią na Słowacji lub Słowackim Kościołem katolickim. Dla porównania Kościoła z Kościołem rzymskokatolickim można użyć nazwy Kościół słowacko-katolicki, jest to jednak nazwa mylącą, ponieważ może kojarzyć się z Kościołem Starokatolickim na Słowacji. Zwyczajowo jest nazywany Kościołem unickim bądź greckokatolickim. Określenie Kościół bizantyjsko-słowacki również bywa mylące, bowiem tak określa się czasem słowacką część Czesko-Słowackiej Cerkwi Prawosławnej.

## Organizacja

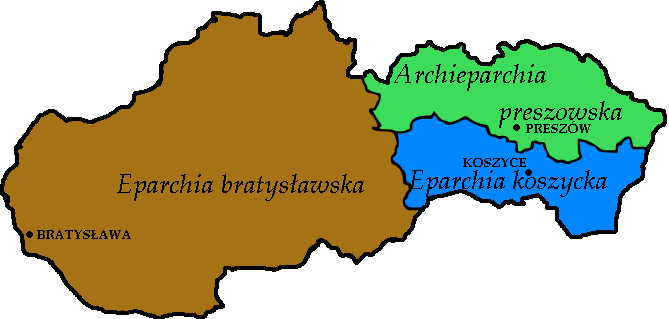
Mapa metropolii preszowskiej

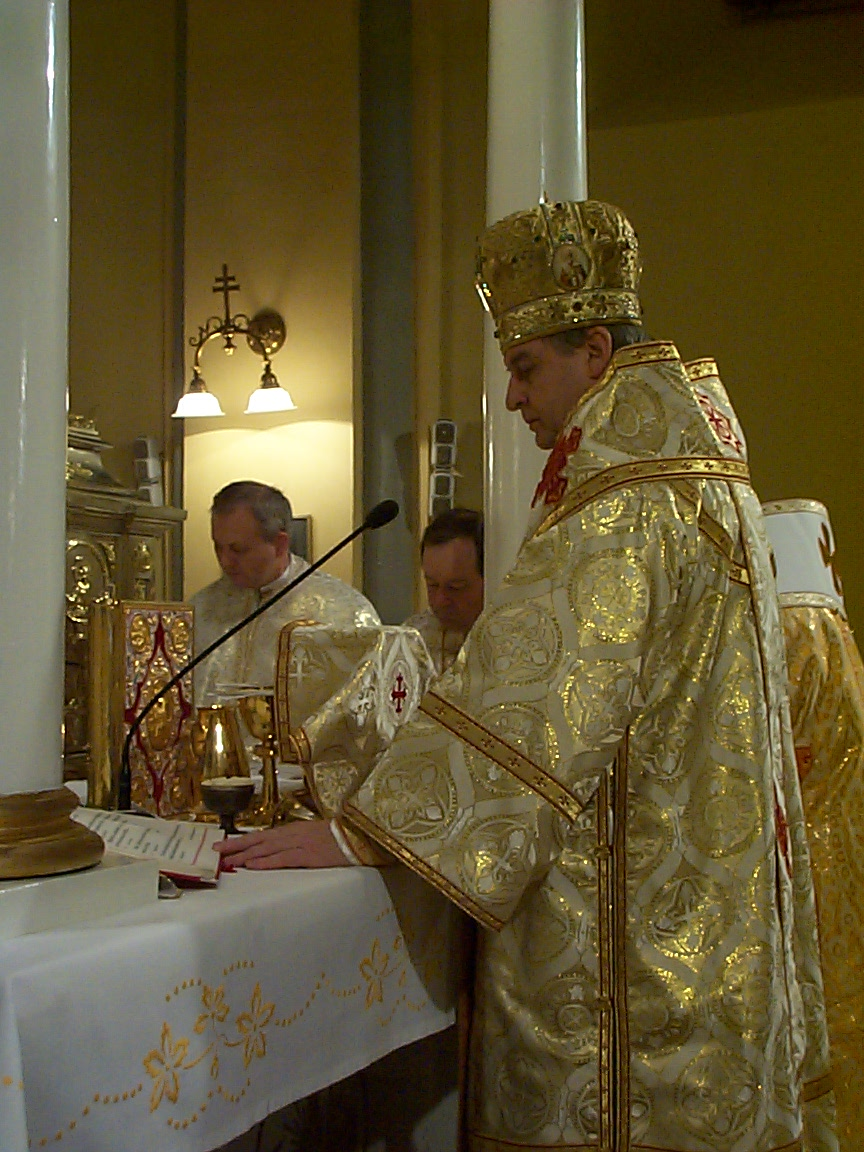
Metropolita Ján Babjak odprawia mszę w katedrze św. Jana Chrzciciela w Preszowie

Na czele Kościoła stoi metropolita Ján Babjak, wybierany przez synod duchownych Kościoła katolickiego obrządku bizantyjsko-słowackiego, a następnie zatwierdzany przez papieża.
Struktura Kościoła katolickiego bizantyjsko-słowackiego jest regulowana Kodeksem kanonów Kościołów wschodnich, promulgowanym przez papieża Jana Pawła II w 1990 r.
Kościół katolicki obrządku bizantyjsko-słowackiego terytorialnie podzielony jest obecnie w następujący sposób:
- metropolia preszowska – obejmująca obszar Republiki Słowacji.
  - archieparchia preszowska – obejmująca obszar kraju preszowskiego
  - eparchia koszycka – obejmująca obszar kraju koszyckiego
  - eparchia bratysławska – obejmująca pozostały obszar Słowacji

Większość słowackich grekokatolików zamieszkuje wschodnią Słowację – kraj koszycki i kraj preszowski. Na zachód od Tatr istnieją tylko niewielkie, pojedyncze parochie powstałe wśród ludności napływowej.
Pierwotnie wiernymi wschodniosłowackiej cerkwi greckokatolickiej byli niemal wyłącznie Rusini. Jednak za czasów Czechosłowacji doszło do słowakizacji słowackich Rusinów, z których większość uważa się dziś za Słowaków. Wskutek tego określenie miejscowej cerkwi greckokatolickiej jako słowackiej, będące w początkach XX wieku wyznacznikiem terytorialnym, nabiera treści bardziej narodowościowej. O ile językiem liturgicznym pozostaje staro-cerkiewno-słowiański, to jednak językiem wehikularnym cerkwi obecnie stał się niemal wyłącznie słowacki.

## Historia
Początków cerkwi greckokatolickiej na Słowacji upatruje się jeszcze w czasach misji Cyryla i Metodego w Nitrze. Założony przez nich kościół głagolicki nie przetrwał jednak dłużej, niż do najazdów tatarskich w XIII wieku. Tym niemniej Bracia Sołuńscy stali się tradycyjnymi patronami tego kościoła.
Słowacka cerkiew greckokatolicka narodziła się stopniowo z cerkwi unickiej północno-wschodnich Węgier. W XVII wieku w cerkwi prawosławnej na terenach północno-wschodnich Węgier doszło do serii unii kościelnych. W ich wyniku powstała unicka eparchia mukaczewska, która po wieloletnich sporach stała się na początku XVIII wieku sufraganią arcybiskupów Egeru. Po kolejnych konfliktach, na prośbę cesarzowej Marii Teresy, papież Klemens XIV bullą Eximia regalium principum z 19 września 1771 erygował kanonicznie greckokatolicką diecezję mukaczewską podległą metropolicie Ostrzyhomia.
Eparchia mukaczewska była ogromna – obejmowała trzynaście komitatów północno-wschodnich Węgier, zaś jej wiernymi, oprócz Rusinów i Rumunów, stopniowo stawali się również Słowacy i Węgrzy. Dla sprawnego zarządzania tak ogromnym i zróżnicowanym etnicznie terytorium biskupi mukaczewscy ustanawiali stałe wikariaty – w 1723 marmaroski na wschodzie diecezji, w 1776 satmarski dla terenów za Cisą. 27 lipca 1787 biskup mukaczewski ustanowił wikariat w Koszycach. Ponieważ dwaj kolejni wikariusze nie mogli znaleźć siedziby w tym mieście, w 1790 siedzibą wikariuszy stał się ostatecznie pobliski Preszów. Wikariat koszycki obejmował tereny komitatów Gömör és Kishont, Borsod, Szepes, Abaúj, Torna, Sáros i północną część komitatu Zemplén.
Na mocy służącego cesarzom prawa patronatu cesarz Franciszek I Habsburg 3 listopada 1815 utworzył w Preszowie greckokatolicką eparchię obejmującą obszar wikariatu koszyckiego. Liczyła ona wtedy 194 parochie ze 150 tysiącami wiernych i podlegała metropolii ostrzyhomskiej. 21 września 1818 papież Pius VII bullą Relata semper zatwierdził nowo utworzone biskupstwo i na pierwszego biskupa preszowskiego powołał Grzegorza Tarkoviča. W granicach eparchii preszowskiej znaleźli się niemal wszyscy katolicy obrządku bizantyjskiego zamieszkujący tereny dzisiejszej Słowacji – wówczas jeszcze w większości Rusini. Tylko środkowa i południowa część Zemplína pozostała w eparchii mukaczewskiej. Kolejni biskupi zajmowali się budownictwem sakralnym, szkolnictwem i dobroczynnością. Na przełomie XIX i XX wieku, szczególnie za czasów biskupa Istvana Nováka, węgierska cerkiew greckokatolicka podlegała intensywnej madziaryzacji i latynizacji – wprowadzono język węgierski do szkół i cerkwi, zastąpiono cyrylicę alfabetem łacińskim.
W tym samym okresie przybrała na sile emigracja zarobkowa Słowaków i Rusinów do Stanów Zjednoczonych i Kanady. Pierwsze greckokatolickie parafie rusińskie i słowackie zaczęły tam powstawać już w latach 80. i 90. XIX wieku. W Stanach Zjednoczonych parafie i eparchie greckokatolickie były wspólne dla Słowaków i Rusinów, więc cerkiew słowacka się tam nie wyodrębniła. Natomiast w Kanadzie parafie czysto słowackie powstały w Ontario, Quebecu i Albercie. Przez długi czas parafie słowackie tworzyły odrębny dekanat w ukraińskiej eparchii greckokatolickiej w Toronto. 13 października 1981 została utworzona greckokatolicka słowacka diecezja w Toronto.
Po powstaniu Czechosłowacji w 1918 eparchia preszowska niemal w całości znalazła się po stronie czechosłowackiej i wraz z eparchią mukaczewską stanowiła cały kościół greckokatolicki w tym państwie. Do greckokatolickiej eparchii preszowskiej włączono wtedy także Czechy, Morawy i czeską część Śląska, gdzie jednak grekokatolików praktycznie nie było. W tym czasie spory odsetek grekokatolików stanowili już Słowacy. Ze względu na prowęgierskie poglądy sporej części kleru oraz z powodu antyklerykalizmu rządu w Pradze cerkiew greckokatolicka w Czechosłowacji działała w nieprzychylnej atmosferze. W okresie międzywojennym musiała także stawić czoła fali powrotów do prawosławia, będących konsekwencją przemian narodowościowych i politycznych. W tym czasie zarysował się również konflikt między wiernymi narodowości rusińskiej i słowackiej. Pokonanie tych trudności cerkiew zawdzięcza głównie charyzmatycznemu biskupowi Pawłowi Piotrowi Gojdičowi i jego sufraganowi Wasylowi Hopko. Pod jego kierunkiem słowacko-rusińska cerkiew greckokatolicka przetrwała pełen nacisków politycznych okres II wojny światowej. Po aneksji Rusi Zakarpackiej przez Węgry w latach 1938–1939 eparchia preszowska stała się jedyną greckokatolicką jednostką kościelną na Słowacji. 13 marca 1939 Pius XII mianował biskupa Gojdiča administratorem apostolskim części eparchii mukaczewskiej pozostałej w granicach Słowacji.
Najtrudniejszy okres dla cerkwi greckokatolickiej na Słowacji nadszedł jednak po II wojnie światowej. W ślad za zniszczeniem cerkwi greckokatolickiej na Ukrainie, w Polsce i w Rumunii komuniści przystąpili do jej niszczenia w Czechosłowacji. Zsekularyzowano szkoły cerkiewne, upaństwowiono cerkiewne grunty, zakazano wydawania katolickich czasopism, zamknięto katolickie klasztory. W porozumieniu z patriarchatem moskiewskim przygotowywano przymusowe przejście grekokatolików na prawosławie. 28 kwietnia 1950 w Preszowie komunistyczne władze przeprowadziły pseudosobór, który odstąpił od unii z Rzymem. Natychmiast potem zlikwidowano cerkiew greckokatolicką: cerkwie i majątek cerkiewny władze państwowe odebrały parafiom greckokatolickim i przekazały prawosławnym. Księży greckokatolickich zmuszano do przyjęcia prawosławia, jednak uczyniło to niewielu; opornych księży przesiedlono do północnych Czech. Uwięziono obu biskupów – Pawła Gojdiča, który zmarł w więzieniu w 1960, i Wasyla Hopko, który przeżył, ale ze zniszczonym zdrowiem. Zlikwidowano wszelkie ślady cerkwi greckokatolickiej, usunięto nawet ze słowników słowo grekokatolik. Dane z 1948 ukazują 305 tysięcy grekokatolików w Czechosłowacji, z czego 270 tysięcy na Słowacji – i tylko 3 tysiące prawosławnych. Dane z 1951 ukazują już 250 tysięcy prawosławnych i żadnych grekokatolików.
Dzięki wiernym i księżom praktykującym w konspiracji grekokatolicyzm przetrwał jednak prześladowania. Cerkiew greckokatolicka wyłoniła się z niebytu w 1968, na fali praskiej wiosny. Na ponawiane żądania świeckich i hierarchii państwo znów uznało oficjalnie jej istnienie. W 1968 na polecenie władz w parafiach prawosławnych przeprowadzono głosowanie. W efekcie 205 parafii wróciło do grekokatolicyzmu, a tylko 5 zostało przy prawosławiu. 17 lipca 1968 utworzono greckokatolicką siedzibę biskupią w Koszycach, początkowo zarządzaną przez trzyosobowy komitet. 2 kwietnia 1969 tymczasowym zarządcą eparchii preszowskiej został mianowany Ján Hirka. Mimo odtworzenia cerkwi była ona nadal prześladowana, tym razem w bardziej wyrafinowany sposób: władze nie dopuszczały do wyświęcania potrzebnej liczby księży, nie zezwoliły na powołanie biskupa, a także nie zwróciły cerkwi zajętych przez cerkiew prawosławną. Brak księży stał się największym problemem cerkwi. Po śmierci biskupa Hopki w 1976 święceń kapłańskich musieli udzielać biskupi Križevci w Jugosławii. Niezależnie od wrogiego stosunku władz państwowych grekokatolików szykanowała czechosłowacka cerkiew prawosławna.
Przełom w sytuacji słowackiej cerkwi greckokatolickiej przyniósł dopiero rok 1989. Władze państwowe przestały przeszkadzać cerkwi w działalności. Cerkwi greckokatolickiej zwrócono ostatnie cerkwie zabrane w 1950 i resztę majątku (którego zresztą cerkiew wobec niedostatku wiernych niejednokrotnie nie jest do dziś w stanie zagospodarować). Ponownie otwarto greckokatolickie seminarium duchowne w Preszowie, które po krótkim czasie włączono do Uniwersytetu Preszowskiego jako wydział teologii. 17 lutego 1990 dotychczasowy administrator diecezji preszowskiej ks. Ján Hirka odebrał święcenia biskupie.
Po rozpadzie Czechosłowacji 18 stycznia 1996 z dotychczasowej wielkiej eparchii preszowskiej wyłączono Czechy i Morawy, gdzie powstał egzarchat apostolski dla grekokatolików. 27 stycznia 1997 Stolica Apostolska utworzyła egzarchat apostolski dla grekokatolików w Koszycach. Administratorem apostolskim został dotychczasowy preszowski biskup pomocniczy Milan Chautur. 30 stycznia 2008 papież Benedykt XVI ustanowił greckokatolicką metropolię preszowską, podniósł egzarchat apostolski w Koszycach do rangi eparchii oraz wydzielił nową eparchię bratysławską, mianując dotychczasowego proboszcza bratysławskiej parochii Piotra Rusnaka jej pierwszym biskupem.